# Вандеја
Вандеја (фр. Vendée) департман је у западној Француској. Припада региону Регион Лоара, а главни град департмана (префектура) је Ла Рош сир Јон. Департман Вандеја је означен редним бројем 85. Његова површина износи 7.015,53 км². По подацима из 2010. године у департману Вандеја је живело 634.778 становника, а густина насељености је износила 94 становника по км².
Овај департман је административно подељен на:
- 3 округа
- 31 кантона и
- 282 општина.

## Демографија
| 1999.   | 2006.   | 2011.   |
| ------- | ------- | ------- |
| 539.664 | 597.185 | 641.657 |